# Diploa rufiventris
Diploa rufiventris är en skalbaggsart som beskrevs av Gilbert John Arrow 1901. Diploa rufiventris ingår i släktet Diploa och familjen Cetoniidae. Inga underarter finns listade i Catalogue of Life.